# Claxton (North Yorkshire)
Claxton – wieś w Anglii, w hrabstwie North Yorkshire, w dystrykcie (unitary authority) North Yorkshire. Leży 13 km na północny wschód od miasta York i 286 km na północ od Londynu.